# Medieekologi
Medieekologi är ett teoretiskt-metodiskt fält inom humaniora som fokuserar på mediernas historia, medieteknologier och mediernas integrering i och påverkan på kulturella och naturliga miljöer.
Begreppet griper tillbaka på den medieteori som utvecklades under 1960-talet av en tänkare som Marshall McLuhan, som betraktade medier som en form av miljöer eller ekologier. Termen kom sedan att få ett visst genomslag med Neil Postmans kritiska studier av moderna massmedier under sent 1960- och 1970-tal. Den kan även kopplas till det ekologiska tänkande som Gregory Bateson utvecklade under samma period (se t.ex. Steps to an Ecology of Mind, 1972), där relationerna mellan människor, språk, teknologier och hennes omgivningar undersöks utifrån perspektiv etablerade inom cybernetiken. Idag har medieekologin återaktualiserats av en rad olika medieteoretiker och mediehistoriker – John Durham Peters, Matthew Fuller, Jussi Parikka och andra  – i syfte att beskriva och analysera de komplexa sammanhang som medier, artefakter, landskap, människor och andra varelser bildar. Undersökningens fokus kan ligga på allt från datorvirus till drönare, från piratradio till böcker, från bildkonst till poesi, från serverhallar till sensormiljöer. Inte minst har termen som analytiskt verktyg kommit att akutaliseras i anslutning till den omfattande digitalt baserade infrastruktur som vuxit fram under de senaste decennierna.   